# 담배 재배
담배 재배(-栽培)에 대해 설명한다.

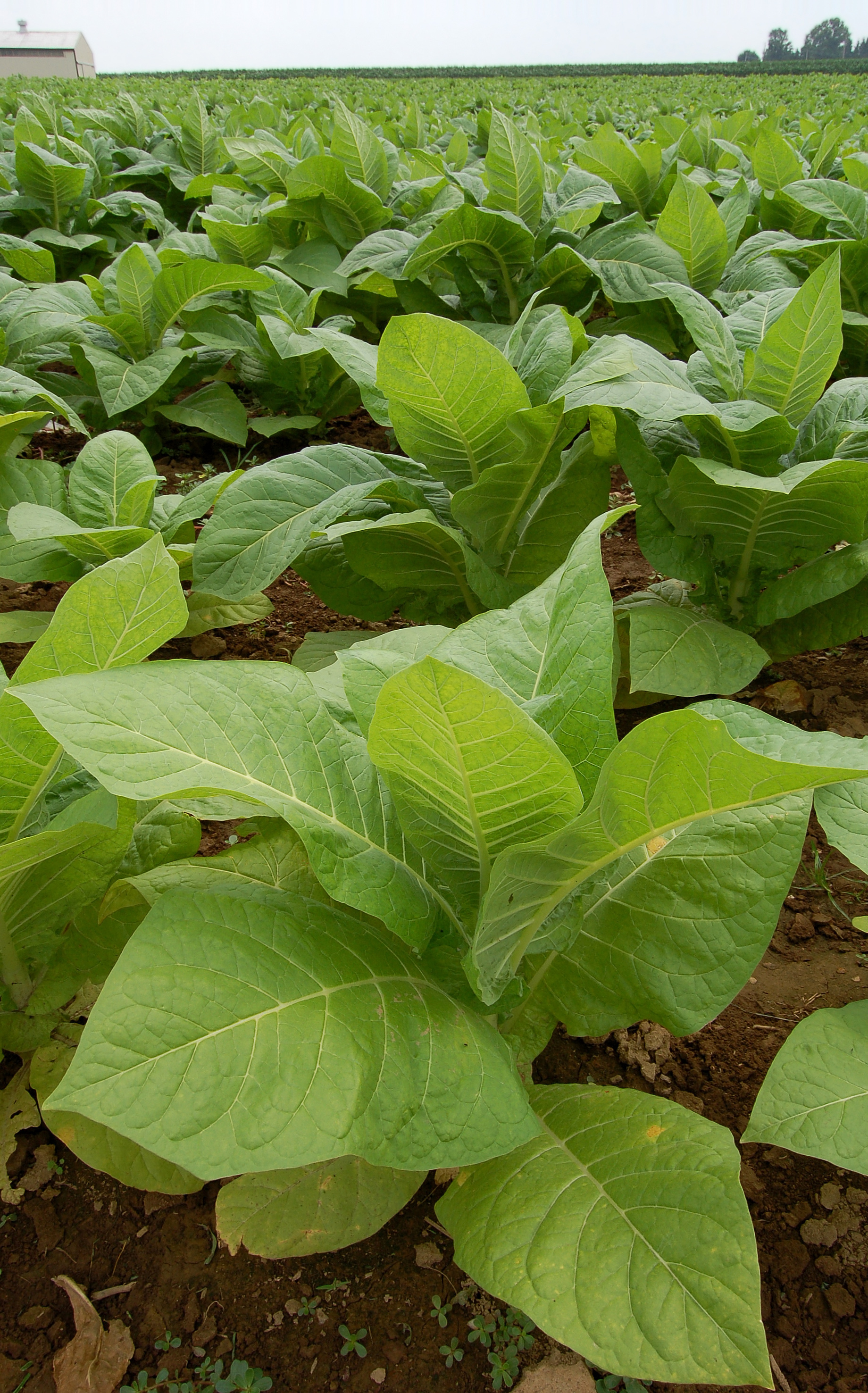
2006년 펜실베니아

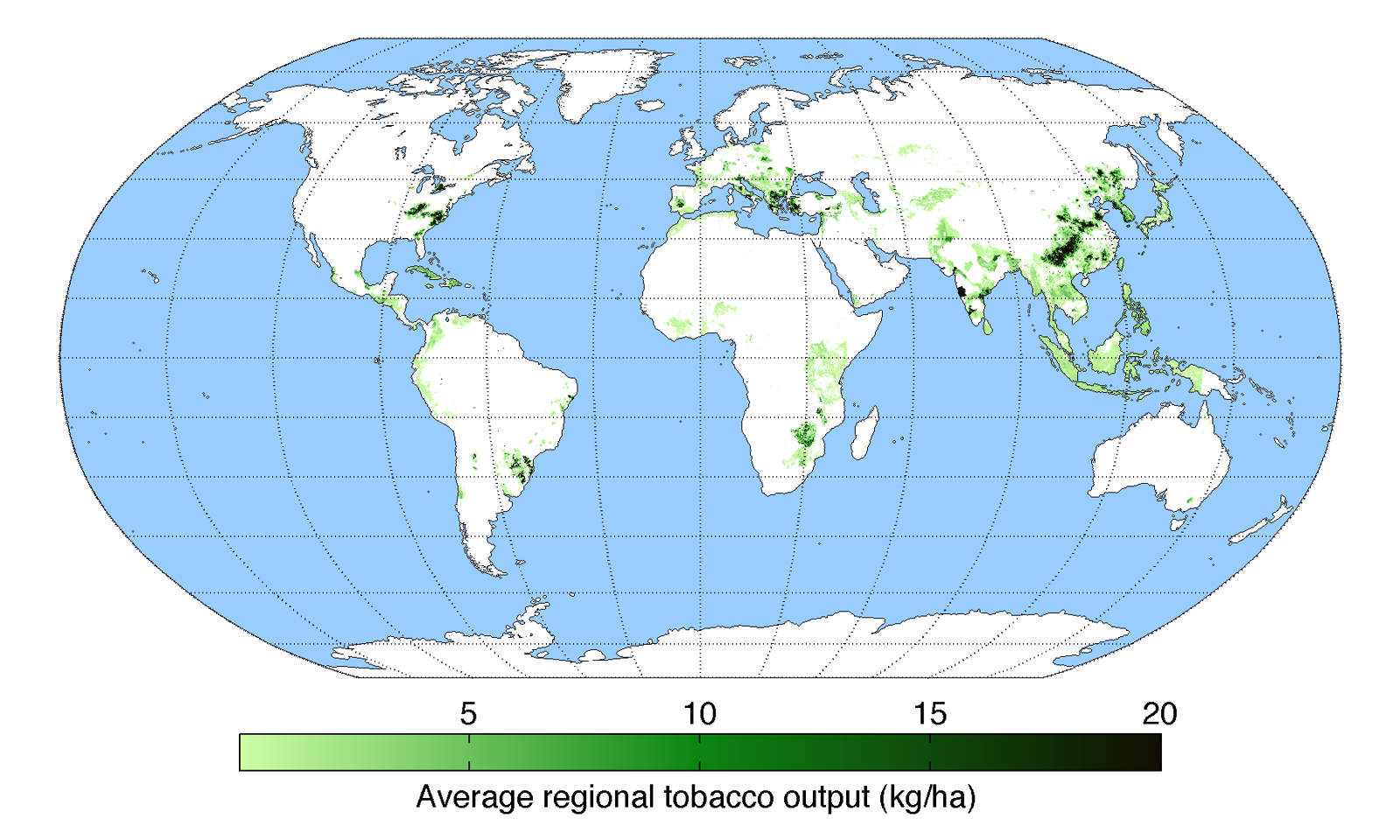
전 세계 담배 생산

현대의 담배 재배 방법은 연초 씨앗을 토양의 표면에 흩뿌리는 것이다. 빛에 의해 발아가 시작되면, 냉상육묘(冷床育苗)로 덮어야 한다. 버지니아 식민지에서는 묘상(苗床,모판)으로 나무의 재나 동물 분뇨 거름(특히 말의)을 썼다. 미국 서부의 코요테담배(N. attenuata)를 발아시키려면 태운 나무가 필요했다. 그 다음 서리에 상하는 것을 막기 위해 나뭇가지로 묘상을 보호해 준다. 이후 4월까지 자라게 둔다. 오늘날 미국에서는 광물인 인회석을 비료로 쓰는데 이렇게 질소가 약간 부족하면 담배 맛이 바뀐다.
연초모종이 특정 높이까지 자라면 밭에 옮겨 심어진다. 원래 모내기 할 때에는 논삶기한 땅에 상대적으로 크게 구멍을 파서 담배용 말뚝을 박은 후 그 곳에 작은 모종을 심는다. 19세기까지 다양한 이양기가 발명되어 구멍을 만들고, 비료를 주고 모종을 배치시키는 일련의 과정을 한 번에 했다. 20세기초에는 이를 자동화했다. 담배 재배는 보통 매년 한다. 냉상육묘나 온상(보온 못자리)에서 발아시켜 어느 정도 자라면 밭에 옮겨 심는다. 담배는 더운 기후에서 물빠짐(배수)이 좋은 비옥한 토양에서 자란다. 서기 2000년 현재 전세계 42,000 평방킬로미터(420만 헥타르)에서 재배되어 700만톤 이상의 담배가 생산된다.